# Suppeskildpadde
Suppeskildpadde (Chelonia mydas) er en art havskildpadde i familien Cheloniidae. Det er den eneste art i slægten Chelonia. Dens udbredelsesområde strækker sig gennem tropiske og subtropiske have i hele verden, med to forskellige bestande i Atlanterhavet og Stillehavet, men den findes også i Det Indiske Ocean.
Suppeskildpadens fladtrykte krop er dækket af et stort, dråbeformet rygskjold. Den har et par store paddellignende luffer. Det er normalt lys i farven, selvom dele af skjoldet i de østlige Stillehavsbestande kan være næsten sorte. I modsætning til andre medlemmer af samme familie, såsom ægte karette, er suppeskildpadden mest planteædende. De voksne lever normalt i lavvandede laguner hvor de hovedsageligt lever af forskellige arter af havgræs. Skildpadderne bider spidserne af havgræssets blade, hvilket holder det sundt.
Ligesom andre havskildpadder vandrer suppeskildpadder over lange afstande mellem fødeområder og klækningsstrande. Mange øer over hele verden er kendt som Skildpaddeøen på grund af grønne havskildpadder fordi suppeskildpadden yngler på strandene. Hunnerne kravler ud på strandene, graver reder og lægger æg i løbet af natten. Senere kommer unger frem op og kravler ud i vandet. De, der når modenhed, kan leve op til 90 år i naturen.
Suppeskildpadde er opført som truet af IUCN og CITES og er beskyttet mod udnyttelse i de fleste lande. Det er ulovligt at indsamle, skade eller dræbe dem. Desuden har mange lande love og forordninger, der beskytter yngleområderne. Men skildpadder er stadig i fare på grund af menneskelig aktivitet. I nogle lande bliver skildpadder og deres æg stadig jaget som føde. Forurening skader indirekte skildpadder på både populations- og individniveau. Mange skildpadder dør efter at være blevet fanget i fiskenet. Derudover forårsager ejendomsudvikling ofte tab af levesteder ved at fjerne redestrande.

## Taksonomi
Suppeskildpadde er medlem af stammen Cheloniini. En undersøgelse fra 1993 afklarede status for slægten Chelonia i forhold til de andre havskildpadder. De kødædende Eretmochelys, Caretta og Lepidochelys blev henført til stammen Carettini. De planteædende Chelonia fik status som en egen slægt, mens Natator var fjernede beslægtet med de andre slægter end tidligere antaget.
Arten blev oprindeligt beskrevet af Carl von Linné i hans skelsættende 10. udgave af Systema Naturae fra 1758 som Testudo mydas. I 1868 navngav Marie Firmin Bocourt en bestemt art af havskildpadde Chelonia agassizii, til ære for den schweizisk-amerikanske zoolog Louis Agassiz. Denne "art" blev omtalt som "sort havskildpadde". Senere forskning fastslog, at Bocourts "sorte havskildpadde" ikke var genetisk forskellig fra C. mydas og dermed taksonomisk ikke en separat art. Disse to "arter" blev derefter forenet som Chelonia mydas, og populationerne fik status som underarter: C. mydas mydas henviste til den oprindeligt beskrevne population, mens C. mydas agassizi kun henviste til Stillehavsbestanden kendt som Galápagos grønne skildpadde. Denne underopdeling blev senere erklæret ugyldig, og alle artens medlemmer blev derefter betegnet Chelonia mydas. Det ofte nævnte navn C. agassizi forbliver et ugyldigt juniorsynonym for C. mydas.
På engelsk betegnes suppeskildpadden som "grøn havskildpadde" (green sea turtle). Det henviser ikke til grøn ydre farve hos skildpadden, men kommer fra den grønlige farve på skildpaddernes fedt, som kun findes i et lag mellem deres indre organer og deres skjold.

## Beskrivelse
Dens udseende er som en typisk havskildpadde. Suppeskildpadden har en affladet krop, et næbbet hoved for enden af en kort hals og paddellignende lemmer, der er veltilpassede til svømning. Voksne suppeskildpadder vokser bliver op til 1,5 m lange. Gennemsnitsvægten for voksne individer er 68-190 kg og den gennemsnitlige skjoldlængde er 78-112 cm. Ekstraordinært store eksemplarer kan veje 315 kg eller endnu mere, og den største kendte suppeskildpadde, man kender vejede 395 kg og havde et rygskjold som målte 153 cm i længden.
Anatomisk set er der nogle få karakteristika, der adskiller suppeskildpadden fra andre medlemmer af dens familie. I modsætning til sin nære slægtning ægte karette er suppeskildpaddens snude meget kort, og dens næb er uden kroget. Halsen kan ikke trækkes ind i skjoldet. Skildpaddens overkæbe har en dentikuleret (takket) kant, mens underkæben har stærkere, savtakket og mere defineret dentikulation. Oversiden af skildpaddens hoved har et enkelt par præfrontale skæl. Dens rygskjold er sammensat af fem centrale plader flankeret af fire par plader mod siderne. På undersiden har suppeskildpadden fire par plader, der dækker området mellem skildpaddens ryg- og bugskjold. Voksne suppeskildpadders forben har kun en enkelt klo (i modsætning til den ægte karettes to), selvom en anden klo nogle gange er fremtrædende hos unge eksemplarer.
Skildpaddens skjold har forskellige farvemønstre, der ændrer sig over tid. Unger af suppeskildpadden har ligesom andre havskildpadder for det meste sorte rygskjolde og lyse bugskjolde. Ungskildpaddernes rygskjold bliver mørkebrunt til olivenfarvet, mens de voksne skildpadders rygskjold enten er helt brunt, plettet eller marmoreret med brogede stråler. På undersiden er skildpaddens bugskjold gult. Suppeskildpaddens ben er mørke og med gule områder, og de er normalt markeret med en stor mørkebrun plet midt på hvert ben.

## Udbredelsesområde
Suppeskildpadde udbredelsesområde strækker sig over tropiske og subtropiske oceaner i hele verden. De to største underpopulationer er den atlantiske og den østlige Stillehavspopulationer. Hver bestand er genetisk forskellig og sine egne yngle- og fødeområder inden for bestandens kendte udbredelsesområde. En af de genetiske forskelle mellem de to underpopulationer er den type af mitokondrie-DNA, der findes i individernes celler. Individer fra ynglepladser i Atlanterhavet og Middelhavet har en fælles type mitokondrie-DNA, mens individer fra Stillehavet og Det Indiske Ocean har en anden type mitokondrie-DNA. Deres oprindelige udbredelsesområde omfatter tropiske til subtropiske farvande langs kontinentale kyster og øer mellem 30°N og 30°S. Da suppeskildpadder er en migrerende art, strækker deres globale udbredelse sig ud i det åbne hav. Forskellene i mitokondrie-DNA skyldes sandsynligvis, at populationerne er isoleret fra hinanden af sydspidserne af både Sydamerika og Afrika, hvor der ikke noget varmt vand som suppeskildpadderne kan vandre igennem. Det anslås, at suppeskildpadden lever i kystområder i mere end 140 lande med ynglepladser i over 80 lande verden over hele året. På USA's Atlanterhavskyst kan man finde suppeskildpadder fra Texas og nordpå til Massachusetts. På USA's stillehavskyst er fundet fra det sydlige Californien til den sydligste spids af Alaska. De største bestande af grønne havskildpadder inden for USA's kystlinje findes på Hawaii-øerne og i Florida. Globalt set findes de største bestande i Great Barrier Reef i Australien og Det Caribiske Hav.

## Galleri
- Suppeskildpadde som svømmer over sandplateauet ved Playa Grandi, Curaçao
- Hun vender tilbage til havet efter atredebygning på Redang Island, Malaysia
- Umodne hawaiianske suppeskildpader
- Svømning i et mexicanskkoralrev
- På vej mod havet på en strand ved Pu'uhonua o Honaunau National Historical Park
- Suppeskildpadde nær Marsa Alam, Egypten
- Suppeskildpadde nær Marsa Alam, Egypten
- Suppeskildpadde
- Kommer op for at trække vejret
- En suppeskildpadde ved Key West, USA